# Irukandzsi
Az irukandzsi (angolosan irukanji) egy mérgező medúzafaj. Ausztrália keleti parti vizeiben honos, nevét az e partszakaszon élő irugandzsi (Yirrganydji) törzs nevéről kapta.

## Jellemzése

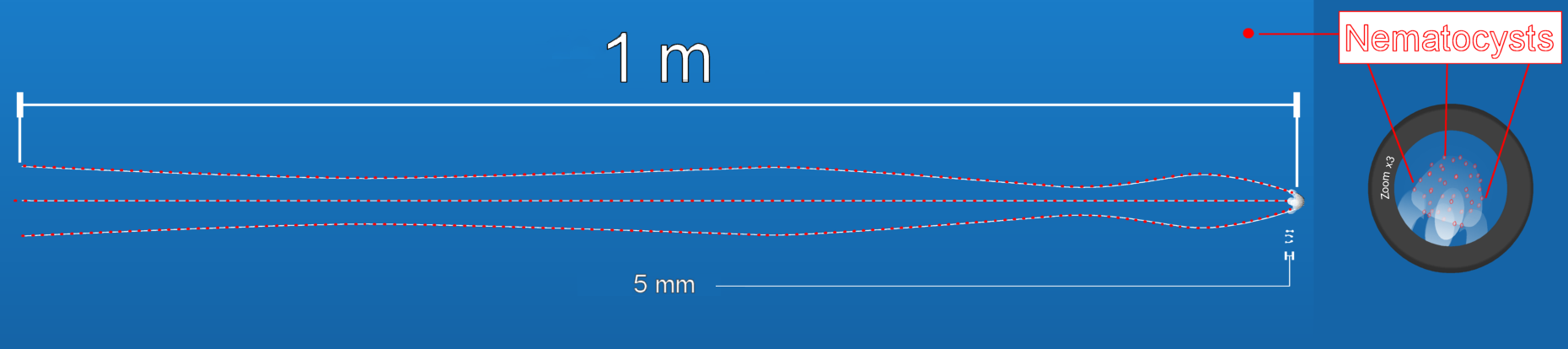
Az irukandji méretei

Ez a medúzafaj az eddig ismert legerősebb mérget juttatja a csípés áldozatába. Az állat mérete kicsi, a harang körülbelül köröm nagyságú, a csápok 10–15 cm hosszúak. Csípésének ellenszere jelenleg nincs, és nem is várható a közeljövőben. A csípés súlyossága csökkenthető, ha azonnal ecetet öntünk a csípés helyére, így további méreganyag nem jut a szervezetbe. A csípés hosszan tartó elviselhetetlen fájdalmat okoz, ami akár két hétig is eltarthat, akár halálhoz is vezethet.